# Hurritische Hymnen

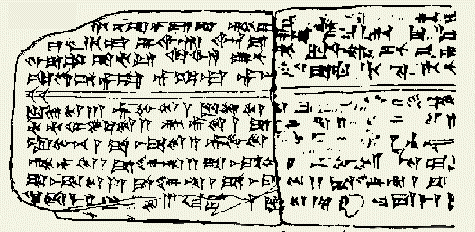
Hurritische Hymne an die Göttin Nikkal aus Ugarit (14. Jh. v. Chr.)

Die Hurritischen Hymnen gelten als die ältesten musikalischen Notationen einer Melodie. Sie stammen aus der bronzezeitlichen Stadt Ugarit. Die Texte in Keilschrift sind auf Hurritisch verfasst, die Notationen folgen den mesopotamischen Tonsystemen. Die Texttäfelchen sind nur bruchstückhaft erhalten, mit Ausnahme der Hymne an die Göttin Nikkal. Sie wurde mehrfach interpretiert und auch vertont. Die Übersetzung der Melodien in moderne Tonsysteme bereitet Schwierigkeiten, da sie von der Interpretation der mesopotamischen Musiktheorie abhängig ist und in den hurritischen Texten auch Begriffe vorkommen, die nicht verstanden werden. Die Täfelchen befinden sich im Nationalmuseum Damaskus.

## Entdeckung
Die hurritischen Tontafeln wurden in den 1950er Jahren im Treppenhaus 53 des Königspalastes von Ugarit entdeckt. Die ersten fünf Texte publizierte der französische Hethitologe Emmanuel Laroche 1955. Während der 19. Grabungskampagne im Jahre 1955 wurden weitere 30 Bruchstücke entdeckt, die Laroche 1968 veröffentlichte. Die Texte werden nach Laroche mit h.1-31 bezeichnet, wobei h. für „hourrite“ steht. Es zeigte sich, dass diese hurritischen Täfelchen, mit Ausnahme von h.31, eine einheitliche Gruppe bildeten. Den musikalischen Charakter der Texte erkannte kurz danach Hans Gustav Güterbock.
Die Texte werden mehrheitlich ins 14. Jahrhundert v. Chr. datiert.

## Aufbau und Inhalt der Texte
Bereits bei der Entzifferung der ersten Täfelchen wurde erkannt, dass die Texte eine einheitliche Gruppe bilden, was die späteren Funde bestätigten. Die rechteckigen Tontafeln sind der Länge nach beschrieben. Der erste Teil der Texte unterscheidet sich von Tafel zu Tafel und besteht meist aus einem Paragraphen. Es sind lyrische Texte, wobei manchmal Sätze wiederholt werden. Nach einem Trennstrich folgt der zweite Teil mit den Musiknotationen. Abgeschlossen werden die Texte durch einen Kolophon, der offenbar stets aus derselben hurritischen Formel besteht, die die Tonart, den Komponisten der Hymne und den Schreiber nennt, der sie niederschrieb: „Dieses Lied (ist) in nitkibli-Tonart, ein zaluzi der Götter von PN1 (= Komponist). Hand des PN2 (= Schreiber).“ Die mesopotamische Tonart nīd qibli („Fall der Mitte“) entspricht C-Dur. Sämtliche genannten Komponisten, es sind Ammiya, Piḫiyana, Tapšiḫuni und Urḫiya, tragen hurritische Namen, die beiden bekannten Schreiber Ammurabi und Ipšali tragen dagegen semitische Namen.
In einigen Liedtexten ist ein hurritischer Göttername erkennbar, so Teššub (h.2), Nikkal (h.6), Ḫutilureš (h.18) und vielleicht Kubaba (h.20, h.22). Auch andere bekannte Wörter in den Liedtexten zeigen, dass es religiöse Hymnen sind.

## Art der Musiknotation
Akkadische musiktheoretische Texte beschreiben mehrere Tonsysteme und auch, wie Saiteninstrumente gestimmt werden. Die Saiten hatten verschiedene Namen, wie išartum „normal“,  šalatum „dritte“ oder embubu „Flöte“. Tonunterschiede wurden mit Ausdrücken wie šamušum „nächste (Saite)“ oder šalši uḫrim „dritte von der hinteren“ angegeben. Diese Wörter wurden in den Texten von Ugarit hurritisiert, so zum Beispiel šaššate für akkadisch šalšatum „dritte“ oder irbute für ributum „vierte“.
Während in den musiktheoretischen Abhandlungen die Angaben stets einer festen Ordnung folgen, sodass die Tonleiter oder Stimmung eines Instrumentes bestimmt werden kann, folgen auf den hurritischen Täfelchen aus Ugarit die Musikbegriffe willkürlich ohne Regelmäßigkeit, was auf die Notation einer Melodie schließen lässt. Nach jedem Musikbegriff steht zudem eine Zahl, meist 1, 2, 3 oder 4, seltener 5 und dreimal 10. Eine moderne Übersetzung der Notationen ist davon abhängig, wie die akkado-hurritischen Musiktermini und die damit verbundenen Zahlen zu interpretieren sind.

## Hurritischer Text 6: Hymne an Nikkal
Das Täfelchen mit der Hymne an die Göttin Nikkal (h.6 = RS 15.30 + 15.49 + 17.387) ist das einzige gut erhaltene der Gruppe, sodass es möglich erscheint, die Melodie zu bestimmen.
Nikkal ist in der hurritschen Religion die Gattin des Mondgottes. Die Melodie folgt der nitkibli-Stimmung, der Name des Komponisten ist verloren, niedergeschrieben wurde das Täfelchen von Ammurabi.
Das Texttäfelchen konnte aus drei Bruchstücken zusammengesetzt werden, seine Höhe beträgt 6 cm. Der Liedtext besteht aus vier Zeilen, wobei die letzten sieben Silben einer Zeile am Anfang der nachfolgenden Zeile wiederholt wurden. Der Name der Göttin Nikkal steht am Ende der Zeile 3 und am Anfang der Zeile 4. Die Notation der Melodie erfolgt in sechs Zeilen.

## Umsetzung in moderne Musiknotation
Der Musikologe David Wulstan versuchte als erster, die Texte in moderne Noten zu übersetzen (h. 6, 7, 9, 19 und 21). Er erkannte dabei, dass eine bestimmte musikalische Phrase in den von ihm übersetzten Hymnen viermal vorkommt, aber jedes Mal anders umschrieben. Die Assyriologin Anne Draffkorn Kilmer kritisierte Wulstans Interpretation und bot eine alternative Interpretation an, bei der die Anzahl der Noten und Silben des Liedtextes besser übereinstimmten. Sie notierte die Melodie in Dyaden, die einen Zweiklang bilden; die obere Note betrachtete sie als Singstimme und die untere Note als Begleitung. Die Musikologin Marcelle Duchesne-Guillemin kritisierte Kilmers dyadische Notation und orientierte sich für ihre Interpretation an jüdischer und syro-chaldäischer Musik.
Mittlerweile gibt es über 15 Interpretationen und Vertonungen der hurritischen Hymne an Nikkal, sowohl von Assyriologen als auch Musikologen und Musikern, wobei die Interpretationen ziemlich unterschiedlich ausfallen.